# Sainte-Hélène (Morbihan)
Sainte-Hélène (bret. Santez-Elen) – miejscowość i gmina we Francji, w regionie Bretania, w departamencie Morbihan.
Według danych na rok 1990 gminę zamieszkiwało 1007 osób, a gęstość zaludnienia wynosiła 125 osób/km² (wśród 1269 gmin Bretanii Sainte-Hélène plasuje się na 578. miejscu pod względem liczby ludności, natomiast pod względem powierzchni na miejscu 906.).